# Inkaka quadridentata
Inkaka quadridentata är en stekelart som beskrevs av Girault 1939. Inkaka quadridentata ingår i släktet Inkaka och familjen puppglanssteklar. Inga underarter finns listade i Catalogue of Life.